# Liste des fontaines du 1er arrondissement de Paris

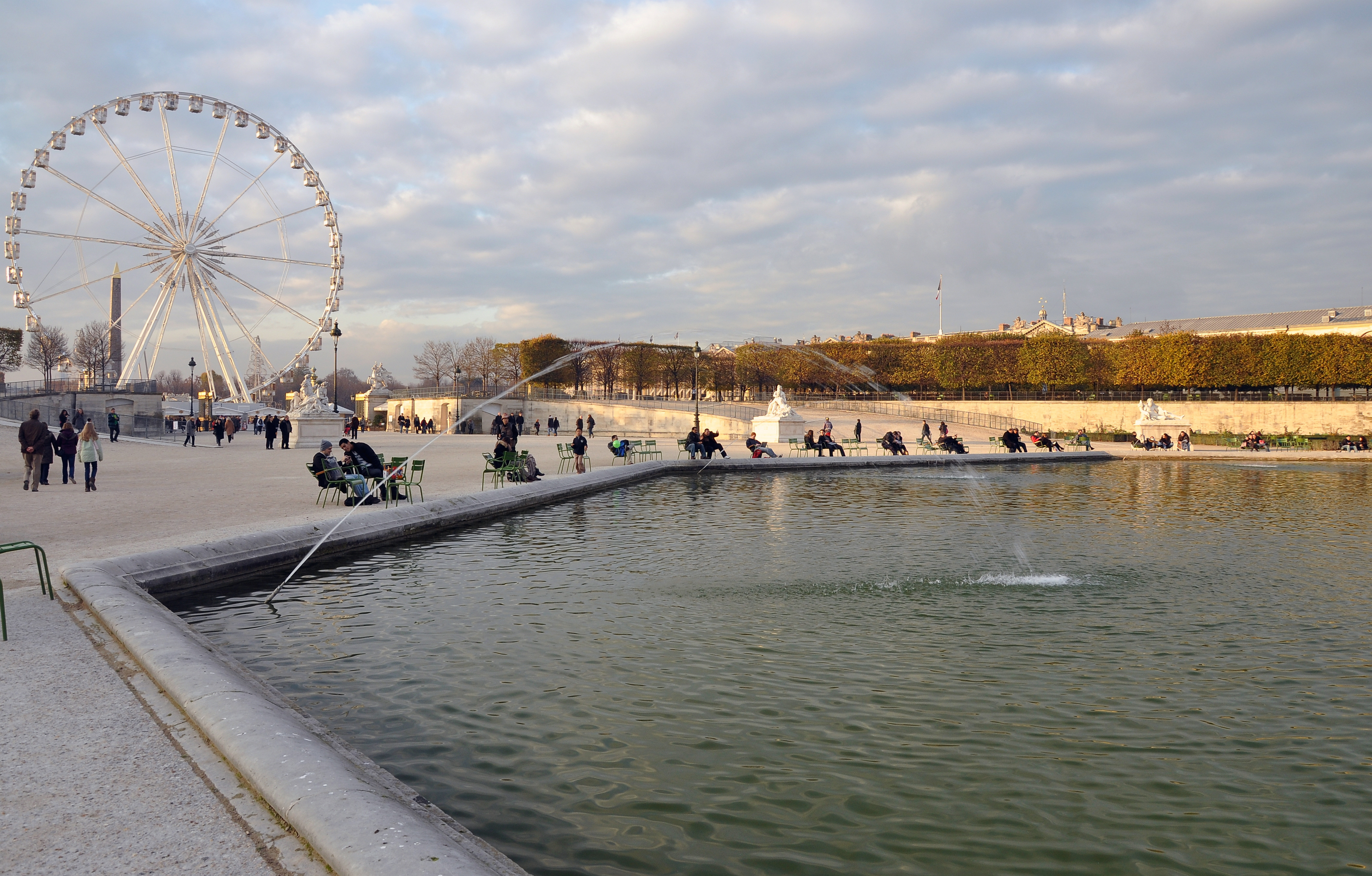
Grand bassin octogonal dans le jardin des Tuileries.

Cet article recense les fontaines du 1er arrondissement de Paris, en France.

## Statistiques
Le 1er arrondissement de Paris compte 2 fontaines permettant une alimentation en eau potable (mais aucune fontaine Wallace grand modèle) et 25 fontaines monumentales dont l'eau n'est pas forcément potable.
4 fontaines sont protégées au titre des monuments historiques : 
- Croix-du-Trahoir[2]
- Fontaine des Innocents[3]
- Fontaine du Palmier[4]
- fontaine dans la cour du 146 rue de Rivoli[5]

## Liste
| Fontaine                                                                                   | Localisation                                                                  | Coordonnées                 | Auteur(s) | Date           | Illus. |
| ------------------------------------------------------------------------------------------ | ----------------------------------------------------------------------------- | --------------------------- | --- | -------------- | ------ |
| Fontaine Aragon                                                                            | Jardin des Halles (en contrebas de l’allée Louis-Aragon)                      | 48° 51′ 44″ N, 2° 20′ 41″ E | |                |        |
| Grand bassin octogonal                                                                     | Jardin des Tuileries                                                          | 48° 51′ 52″ N, 2° 19′ 27″ E | |                |        |
| Grand bassin rond                                                                          | Jardin des Tuileries                                                          | 48° 51′ 46″ N, 2° 19′ 46″ E | |                |        |
| Petit bassin rond (nord)                                                                   | Jardin des Tuileries                                                          | 48° 51′ 47″ N, 2° 19′ 50″ E | |                |        |
| Petit bassin rond (sud)                                                                    | Jardin des Tuileries                                                          | 48° 51′ 43″ N, 2° 19′ 47″ E | |                |        |
| Bassin rectangulaire (nord)                                                                | Jardin des Tuileries                                                          | 48° 51′ 49″ N, 2° 19′ 41″ E | |                |        |
| Bassin rectangulaire (sud)                                                                 | Jardin des Tuileries                                                          | 48° 51′ 47″ N, 2° 19′ 39″ E | |                |        |
| Fontaines Berger                                                                           | Jardin des Halles (à l'angle de l'allée Saint-John Perse et de la rue Berger) | 48° 51′ 44″ N, 2° 20′ 41″ E | Louis Arretche (architecte)                                                                                                   | 1988           |        |
| Fontaine de la Conciergerie                                                                | Palais de Justice (cour des Femmes)                                           | 48° 51′ 20″ N, 2° 20′ 43″ E | |                |        |
| Fontaine de la Cossonnerie                                                                 | 12 rue de la Cossonnerie                                                      | 48° 51′ 42″ N, 2° 20′ 55″ E | Pierre Mougin (architecte) | 1979           |        |
| Fontaine de la cour Carrée                                                                 | Musée du Louvre (cour Carrée)                                                 | 48° 51′ 37″ N, 2° 20′ 19″ E | |                |        |
| Fontaine de la Croix-du-Trahoir                                                            | Rue de l’Arbre-Sec Rue Saint-Honoré                                           | 48° 51′ 41″ N, 2° 20′ 33″ E | Jacques-Germain Soufflot (architecte) Louis-Simon Boizot (sculpteur)                                                          | 1775           |        |
| Les Deux Plateaux                                                                          | Palais-Royal (cour d'Honneur)                                                 | 48° 51′ 49″ N, 2° 20′ 13″ E | Patrick Bouchain (architecte) Daniel Buren (sculpteur)                                                                        | 1985–1986      |        |
| Fontaine de la Halle aux Blés ou Fontaine de la Colonne Médicis (ancien hôtel de Soissons) | Rue de Viarmes (Bourse de commerce de Paris)                                  | 48° 51′ 45″ N, 2° 20′ 35″ E | | 1767 1812      |        |
| Fontaine des Innocents                                                                     | Rue des Innocents Rue Saint-Denis                                             | 48° 51′ 38″ N, 2° 20′ 53″ E | Pierre Lescot (architecte) Jean Goujon (sculpteur) Augustin Pajou (sculpteur)                                                 | 1546-1549 1788 |        |
| Fontaines du Jardin d'enfants                                                              | Jardin des Halles (derrière l'allée Saint-John Perse                          | 48° 51′ 45″ N, 2° 20′ 45″ E | François-Xavier Lalanne (sculpteur] Claude Lalanne (sculptrice)                                                               | 1980-1986      |        |
| Fontaine Jules Supervielle                                                                 | Jardin des Halles (allée Jules-Supervielle)                                   | 48° 51′ 44″ N, 2° 20′ 41″ E | Louis Arretche (architecte)                                                                                                   | 1988           |        |
| Fontaines Lescot                                                                           | Jardin des Halles (côté rue Pierre-Lescot)                                    | 48° 51′ 43″ N, 2° 20′ 51″ E | Jean Willerval (architecte) André Lagarde (architecte)                                                                        | 1983           |        |
| Fontaine du Louvre                                                                         | Musée du Louvre (cour Lefuel)                                                 | 48° 51′ 37″ N, 2° 20′ 06″ E | Hector-Martin Lefuel (architecte) Louis Visconti (architecte)                                                                 |                |        |
| Fontaine Molière                                                                           | 37 rue Molière Rue de Richelieu                                               | 48° 51′ 56″ N, 2° 20′ 12″ E | Louis Visconti (architecte) Bernard Seurre (sculpteur) James Pradier (sculpteur)                                              | 1841-1844      |        |
| Fontaine Nymphée                                                                           | Jardin des Halles (côté porte Saint-Eustache)                                 |                             | Louis Arretche (architecte)                                                                                                   | 1988           |        |
| Bassin du Palais-Royal                                                                     | Palais-Royal                                                                  | 48° 51′ 54″ N, 2° 20′ 16″ E | | 1799           |        |
| Fontaine du Palmier ou Fontaine du Châtelet ou Fontaine de la Victoire                     | Place du Châtelet                                                             | 48° 51′ 27″ N, 2° 20′ 50″ E | François-Jean Bralle (architecte) Gabriel Davioud (sculpteur) Louis Boizot (sculpteur)                                        | 1806-1808      |        |
| Fontaine de la Pyramide                                                                    | Musée du Louvre (cour Napoléon III)                                           | 48° 51′ 39″ N, 2° 20′ 09″ E | Ieoh Ming Pei architecte | 1988           |        |
| Fontaine de la cour du 15 rue du Louvre                                                    | 15 rue du Louvre                                                              | 48° 51′ 49″ N, 2° 20′ 30″ E | |                |        |
| Fontaine dans la cour du 146 rue de Rivoli                                                 | 146 rue de Rivoli                                                             | 48° 51′ 39″ N, 2° 20′ 32″ E | |                |        |
| Fontaine Sainte-Anne                                                                       | Île de la Cité (cour intérieure de l'hôtel Sainte-Anne)                       |                             | Augustin Guilain (architecte) Pierre Bernard (sculpteur)                                                                      | 1626           |        |
| Fontaine Saint-Eustache                                                                    | Jardin des Halles                                                             |                             | Louis Arretche (architecte)                                                                                                   | 1984-1988      |        |
| Fontaines Saint-John Perse                                                                 | Jardin des Halles (l'allée Saint-John Perse)                                  | 48° 51′ 46″ N, 2° 20′ 43″ E | Louis Arretche (architecte)                                                                                                   | 1988           |        |
| Fontaines Sphérades                                                                        | Palais-Royal (cour d'Honneur)                                                 | 48° 51′ 50″ N, 2° 20′ 15″ E | Pol Bury (sculpteur) | 1985           |        |
| Fontaine du square du Vert Galant                                                          | Square du Vert-Galant                                                         | 48° 51′ 27″ N, 2° 20′ 24″ E | |                |        |
| Fontaines du Théâtre Français Nymphe fluviale (côté est)                                   | Place André-Malraux (côté rue de Richelieu)                                   | 48° 51′ 50″ N, 2° 20′ 08″ E | Gabriel Davioud (architecte) Mathurin Moreau (sculpteur) Nymphe fluviale Charles Gauthier (sculpteur) Ronde d'enfants         | 1867-1874      |        |
| Fontaines du Théâtre Français Nymphe marine (côté ouest)                                   | Place André-Malraux (côté rue Saint Honoré)                                   | 48° 51′ 49″ N, 2° 20′ 06″ E | Gabriel Davioud (architecte) Albert-Ernest Carrier-Belleuse (sculpteur) Nymphe marine Louis Eudes (sculpteur) Ronde d'enfants | 1867-1874      |        |
| Fontaine Wallace (petit modèle)                                                            | Jardin du Palais-Royal                                                        |                             | Charles-Auguste Lebourg (architecte)                                                                                          |                |        |
| Fontaine Wallace (petit modèle)                                                            | Square du Vert-Galant                                                         | 48° 51′ 26″ N, 2° 20′ 26″ E | Charles-Auguste Lebourg (architecte)                                                                                          |                |        |